# مکا اورتیز
مکا اورتیز (انگلیسی: Mecha Ortiz; ۲۴ سپتامبر ۱۹۰۰ – ۲۰ اکتبر ۱۹۸۷) بازیگر اهل آرژانتین بود. وی بین سال‌های ۱۹۳۶ تا ۱۹۷۶ میلادی فعالیت می‌کرد.
از فیلم‌ها یا برنامه‌های تلویزیونی که وی در آن نقش داشته است می‌توان به پدربزرگ و مادربزرگ، مادام بوواری اشاره کرد.